# Bowsitos
Bowsitos es uno de los enemigos finales en la saga de videojuegos de Mario de Nintendo. Este personaje es el esqueleto de Bowser. Apareció por primera vez en New Super Mario Bros. y recientemente en Mario Kart Tour. La palabra Bowsitos es un acrónimo proveniente de la unión de los nombres de las criaturas Huesitos y Bowser (del mismo modo que en inglés Dry Bowser proviene de la mezcla de Dry Bones y Bowser), haciendo así hincapié en que Bowsitos son los huesos de Bowser.

## Características
Bowsitos es una versión esquelética de Bowser, por lo que comparten aspectos como la anatomía y la corpulencia. Presenta algunas diferencias con el original, además del cambio en el cuerpo, siendo las principales las siguientes: porta la melena recogida, su caparazón es negro y sus correas cuentan con una tonalidad más cercana al marrón.

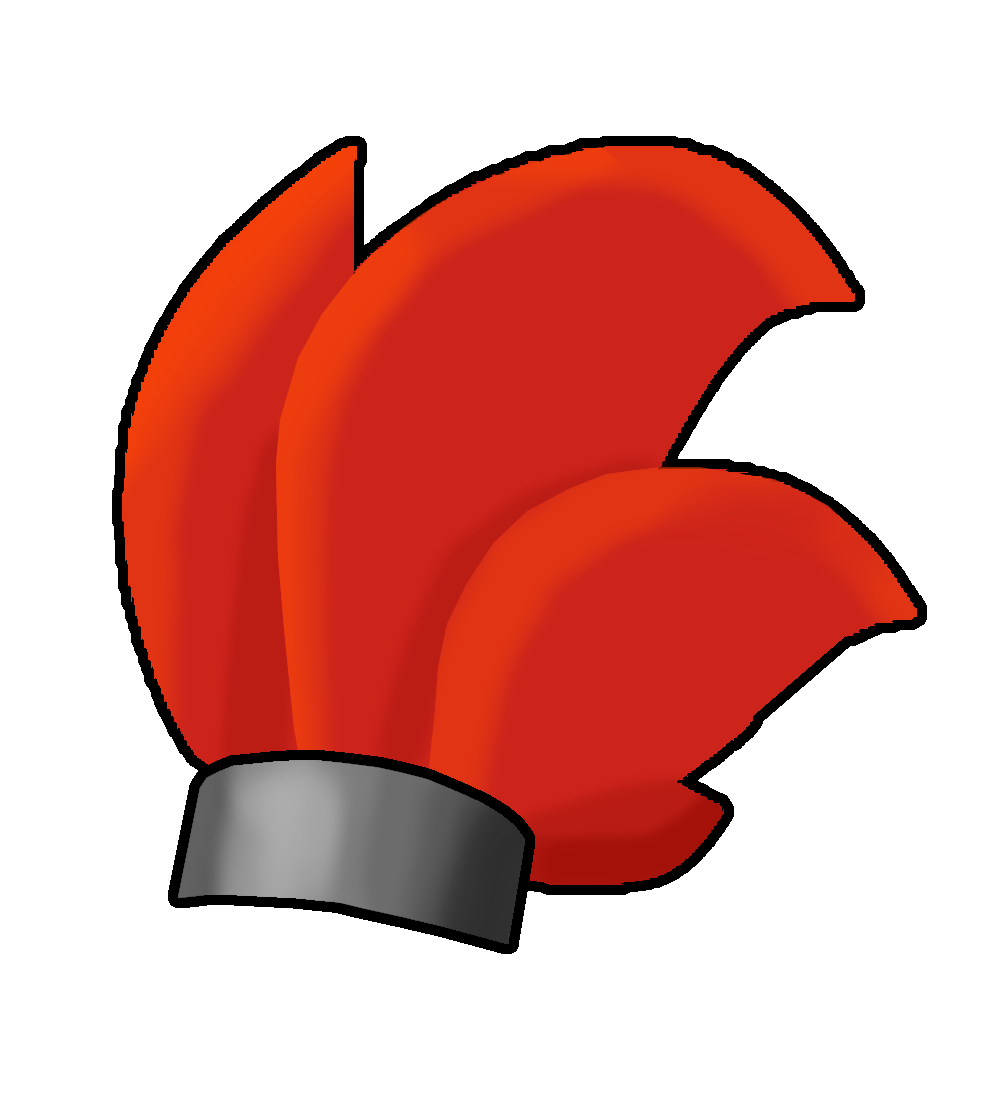
A diferencia de Bowser, Bowsitos tiene el pelo recogido.

Al igual que Bowser, sus habilidades físicas son destacables, contando con una gran fuerza y ágiles saltos. Así pues, presenta diferencias en cuanto a sus capacidades con su versión original. De este modo, es inmune al fuego, puede lanzar huesos como arma y sus llamaradas son azules.

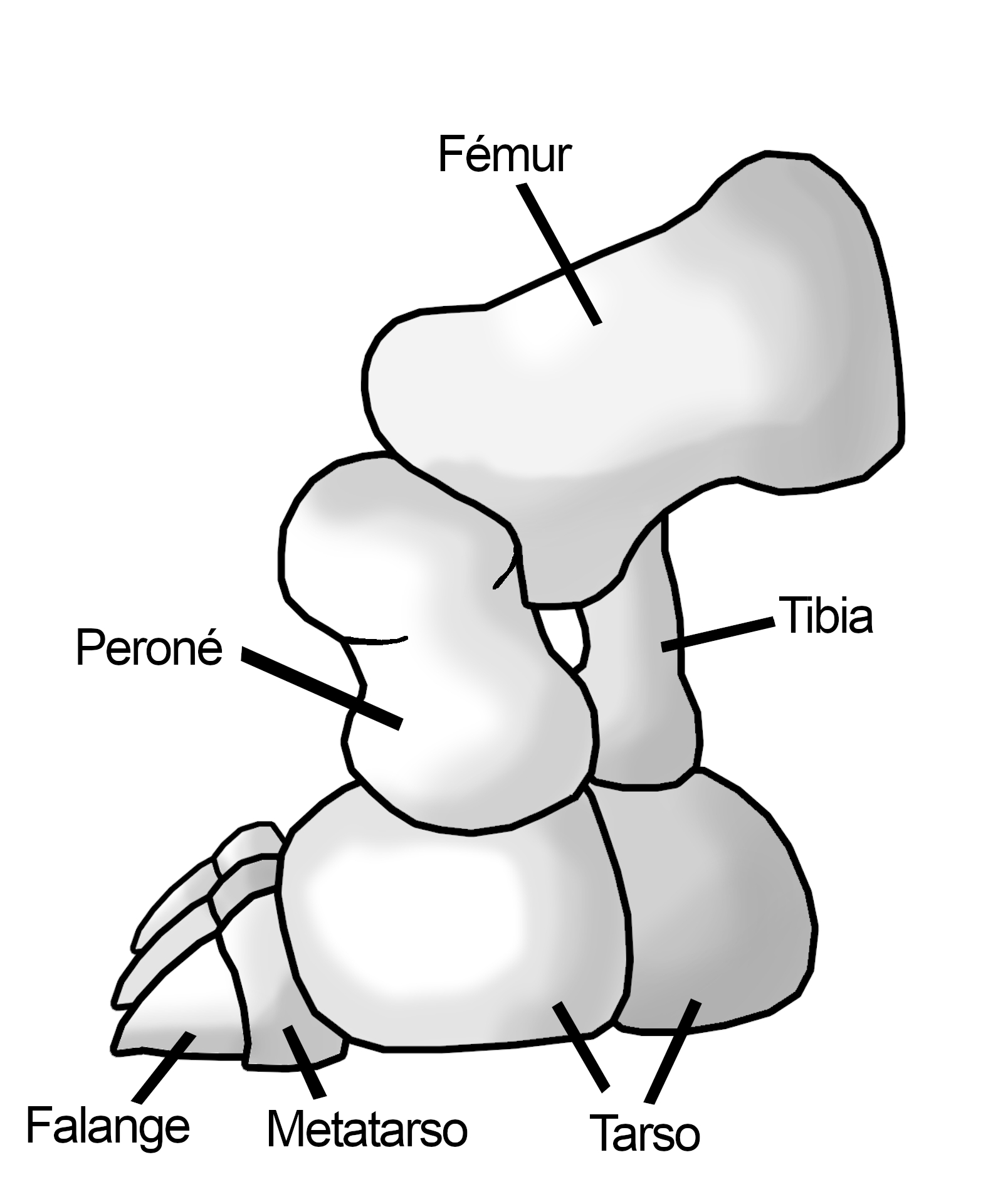
Estructura de la pierna de Bowsitos. Véase la poca semejanza entre su esqueleto y los huesos reales.

## Apariciones
En New Super Mario Bros. aparece en el primer castillo del Mundo 8 como jefe final. Es el resultado de la desfiguración que provoca la lava en Bowser al caer sobre ella cuando Mario pulsa un interruptor en el castillo del Mundo 1. Bowsitos lanza huesos que deben esquivarse y también dispara bolas de fuego. Es inmune a las llamas y no se puede saltar sobre su cabeza. La única manera de derrotarlo es pasar por debajo de él  y pulsar el interruptor para abrir el puente o convertirse en Mario Gigante y aplastarlo. Después de vencerlo, Bowser Jr. reanima a su padre en un caldero lleno de poción, justo a tiempo para el enfrentamiento final del juego. En este enfrentamiento, Bowser vuelve a su estado original, es más grande y está acompañado por su hijo. Posteriormente, reaparece en Super Mario 3D Land como jefe del Mundo Especial 1, 5 y 8. En esta ocasión se le ve lanzando llamas azules y saltando con gran agilidad. Por último, destaca su actuación como jefe en el Castillo del Mundo Especial en New Super Mario Bros. 2. Su combate es similar al de su primera aparición, pero cabe mencionar la fase final de la batalla, donde Bowsitos se vuelve gigante tras un hechizo de los Koopalings.

### Otras apariciones
El personaje también aparece en otras entregas secundarias de la franquicia de Mario.
- En Mario Kart es un personaje jugable desde Mario Kart Wii, donde es un corredor pesado.[10] Pese a que no está presente en Mario Kart 7, reaparece en Mario Kart 8 en mayo de 2015, como un personaje descargable mediante el segundo DLC.[11] Por otra parte, en Mario Kart 8 Deluxe, es un corredor que se puede elegir desde el inicio.[12] Y por último, en Mario Kart Tour es un corredor megasingular regular que se puede elegir desde el inicio, sin embargo, tiene una nueva variante llamada Bowsitos dorado.

- En Mario Party, hace su primera aparición en Mario Party: Island Tour, donde toma el papel de enemigo en el piso 25 de la Torre de Bowser.[13] En Mario Party 10, durante el minijuego Bowser el destructor acorazado, después de que Bowser pierda la mitad de sus puntos de vida, cae a la lava y se transforma en Bowsitos.[14]

- En Mario Tennis aparece desde Mario Tennis Open. En este juego, se puede desbloquear tras vencer el tercer nivel de dificultad de Tintomanía.[15] En Mario Tennis: Ultra Smash, es adquirible tras jugar 10 partidos en el Modo Clásico.[16] En Mario Tennis Aces se pudo obtener tras participar en el torneo online de julio de 2019. Se trata de un personaje de estilo Defensivo.[17]